# Inundación en Bahía Blanca de 2025
La inundación de Bahía Blanca de 2025 fue un desastre natural provocado por un temporal que afectó al partido de Bahía Blanca, ubicado al sur de la Provincia de Buenos Aires, Argentina. Este suceso inició en las primeras horas del 7 de marzo de 2025, causando graves daños materiales, 18 fallecimientos y la evacuación de miles de personas.

## Antecedentes
La ciudad de Bahía Blanca sufrió varias inundaciones en su historia. Las inundaciones previas se debían a que la ciudad no soportaba lluvias de más de 30 mm y desbordaba el arroyo Napostá que no tenía suficiente capacidad y tampoco existía el canal aliviador Maldonado. La inundación más antigua que se tiene registro es de 1883, y las más importantes se habían dado en los años 1933 y 1944.
El 18 de marzo de 1933 el arroyo Napostá desbordó y avanzó por el área comprendida entre el arroyo y la calle Zelarrayán-San Martín. Se llegó a tener 1 metro de agua que ingresaba a las casas. Muchas familias se refugiaron dentro del coche de un tranvía. Diez años después, el 8 de abril de 1944, se dio otra gran inundación en la que muchas familias se subieron a los techos de sus casas, que eran invadidas por el agua. Esta vez aunque en la ciudad de Bahía Blanca no hubo víctimas fatales, si hubo varias en la región.
En 1948 comenzaron las obras para prevenir inundaciones. Se construyó el canal aliviador Maldonado, y el dragado y ensanche del arroyo Napostá. Las obras terminaron en 1951. También se había planificado la construcción de un embalse, pero nunca se concretó. Félix Laghman fue el ingeniero que diseñó la obra, quién estableció que el Maldonado debía evacuar 260 m3/s y el Napostá 40 m3/s.
La precipitación de 2025 representó un récord histórico en la estación del Servicio Meteorológico Nacional de Bahía Blanca. El récord anterior era de 150 mm registrado el 23 de febrero de 1975. La nueva marca fue de 210 mm registrada entre las 9 horas del 6 de marzo de 2025 y las 9 horas del 7 de marzo de 2025. En total fue de 290 mm en 12 horas, con una intensidad aproximada de 25 mm/h. Estos tipos de eventos tiene un período de recurrencia superior a los 100 años.
Durante la primera semana de marzo de 2025, una serie de tormentas intensas comenzaron a desarrollarse en la región sudeste de la provincia de Buenos Aires. El Servicio Meteorológico Nacional había emitido alertas por lluvias intensas, pero la magnitud del evento superó las previsiones. En tan solo unas horas, la ciudad de Bahía Blanca recibió alrededor de 300 milímetros de precipitación, un volumen equivalente al promedio anual de lluvias en la región.

## Condiciones meteorológicas
Desde varios días anteriores al evento, una masa de aire muy húmeda y calurosa, proveniente del Amazonas, dominó el centro y norte del país. Los niveles de inestabilidad siempre se mantuvieron altos y diversas perturbaciones fueron recorriendo la zona, provocando mal tiempo.
En el norte de la región de Cuyo y el sur del noroeste argentino había un sistema de baja presión, mientras que en el Atlántico sur había un sistema de alta presión. En niveles más altos de la atmósfera un sistema de baja presión propiciaba el ascenso del aire en la región, este sistema avanzaba desde el océano Pacífico hacia el este, por el norte patagónico y sur de Buenos Aires. Estas condiciones meteorológicas favorecían el ingreso de una masa de aire cálido y húmedo, inestabilidad, lluvias intensas y temperaturas muy altas durante toda la semana en el centro y norte del país.
El 7 de marzo de 2025, desde las primeras horas de la madrugada, en el centro de la Provincia de La Pampa comenzaron a desarrollarse tormentas, que rápidamente evolucionaban a fuertes. Con el correr de las horas, estas tormentas seguían intensificándose, formando una línea de inestabilidad.[cita requerida]
Alrededor de las 3 AM, la línea de inestabilidad comenzó a avanzar lentamente hacia el Este - Sudeste, entrando ya en la Provincia de Buenos Aires. Minutos antes de alcanzar la localidad de Bahía Blanca, la línea de tormentas frenó su avance y continuó intensificándose, convirtiéndose así en un cloudburst. Este sistema de tormentas quedó prácticamente estático sobre Bahía Blanca (y las localidades aledañas) alrededor de las 4 AM, y por varias horas, continuamente regenerándose e intensificándose, dejando mucha precipitación y tormentas. Recién alrededor de las 10 AM este sistema de tormentas logró seguir avanzando, ya en dirección este-noreste.
En el video de la derecha se pueden apreciar las imágenes del radar, los colores verdes indican lluvias débiles, los amarillos lluvias moderadas y tormentas, los colores rojos, fucsias y blancos indican lluvia muy intensa, granizo y tormentas fuertes o severas. Las líneas naranjas que forman polígonos son los sucesivos avisos a corto plazo que emitió el Servicio Meteorológico Nacional, dando aviso de la peligrosidad del evento.

## Desarrollo
El día jueves 6 de marzo, el día anterior a la tormenta, se decidió suspender las clases y actividades del viernes dado el alerta meteorológico por fuertes tormentas que estaba vigente.
La lluvia comenzó minutos antes de las 4 de la mañana del viernes 7 de marzo, y defensa civil comenzó con la evacuación de varias familias. Inicialmente, las precipitaciones provocaron el desborde de los canales principales de la ciudad y la crecida de los arroyos Napostá y Sauce Chico. El arroyo Napostá y el canal Maldonado necesitaban evacuar entre 400 y 500 m3/s, pero entre ambos soportan hasta 300 m3/s. El Maldonado desbordó y el Napostá buscó su curso histórico por encima del entubado.
Numerosos barrios quedaron completamente inundados, con calles convertidas en ríos y viviendas sumergidas bajo el agua. La situación se agravó debido a la insuficiente capacidad del sistema de desagüe urbano y la saturación del suelo por las lluvias previas.
El Hospital Interzonal Dr. José Penna se vio especialmente afectado, con filtraciones en varias salas y la evacuación de pacientes de neonatología, terapia intensiva, clínica médica y salud mental a causa del ingreso de agua. La falta de electricidad y agua potable complicó la atención de los heridos y damnificados. Dejó incalculable daños materiales debido a que en el subsuelo del nosocomio se encontraban los servicios críticos, incluido el nuevo resonador magnético adquirido por el hospital el año previo, los equipos de quirófano, neonatología y terapia intensiva[cita requerida]
En total de precipitaciones registrado por el Servicio Meteorológico Nacional de Bahía Blanca fue de 290 mm en 12 horas, con una intensidad aproximada de 25 mm/h.

## Consecuencias

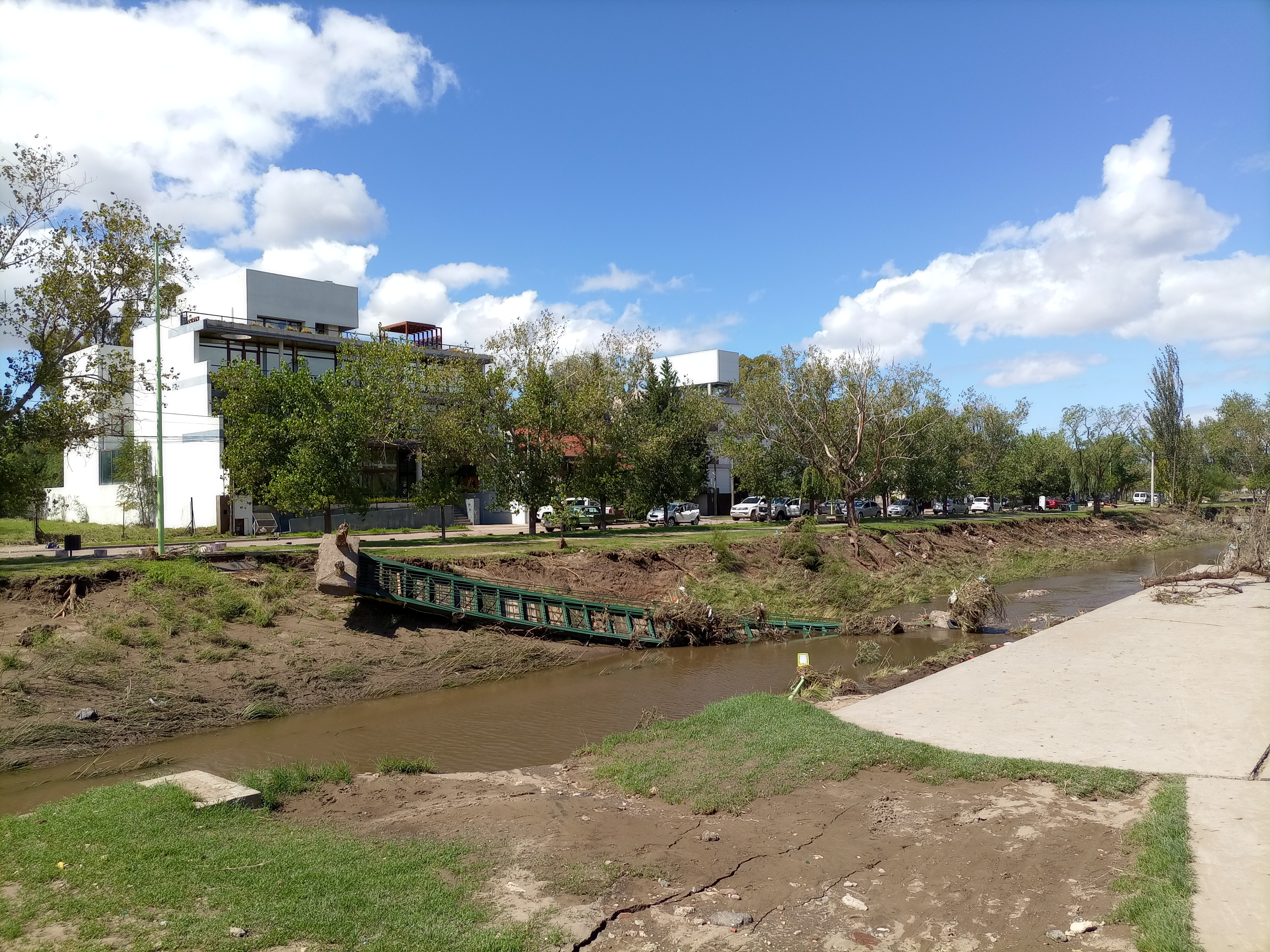
Puente del arroyo Napostá derrumbado por la tormenta.

El temporal dejó un saldo trágico de 18 víctimas fatales, entre ellas niños y adultos mayores. Además, hubo cientos de heridos y al menos 1450 personas debieron ser evacuadas. Muchas familias perdieron sus hogares y pertenencias, y grandes sectores de la ciudad quedaron sin servicios básicos por varios días. Las rutas de acceso a Bahía Blanca también resultaron afectadas, con puentes colapsados y cortes en la circulación. La actividad económica de la región, incluyendo el puerto de Bahía Blanca, sufrió importantes interrupciones.
Durante la tormenta hubo aproximadamente 200 denuncias oficiales de personas desaparecidas. De esas personas, 4 habían fallecido y las restantes se encontraron con vida.
El desastre generó una fuerte reacción social y política. Ciudadanos y organizaciones exigieron medidas concretas para prevenir futuras inundaciones, y se señalaron falencias en la planificación urbana y en la respuesta de las autoridades.

### Desaparición de las hermanas Hecker
Las hermanas Delfina y Pilar Hecker, de 1 y 5 años de edad, desaparecieron durante la inundación que afectó la zona. Ese día, las hermanas y sus padres salieron de su casa en Bahía Blanca con la intención de escapar de las inundaciones, y tomaron la ruta 3 en auto para ir a la casa de unos familiares en la localidad de Mayor Buratovich. La inundación también alcanzó la ruta, y el auto se detuvo por las filtraciones de agua cerca de la localidad de Cerri y pidieron ayuda.
Rubén Zalaraz, que conducía una camioneta laboral de Andreani, los intentó ayudar y colocó a las hermanas en la camioneta, pero momentos después fueron llevados por la corriente. La camioneta de Andreani fue encontrada el sábado 8, y a Zalazar lo encontraron muerto el domingo 9. También el auto de los padres fue arrastrado por la corriente.
Los padres sobrevivieron y recorrieron los centros de evacuación buscando a sus hijas, pero no las encontraron. La policía de la Provincia de Buenos Aires y bomberos las buscan con kayaks, a pie y con drones, sin poder dar con las hermanas. Se realizó una reconstrucción de los hechos y la principal hipótesis es que fueron arrastradas por el mar.
El 6 de abril fue encontrado el cuerpo de Pilar Hecker en la Base Naval Puerto Belgrano. Finalmente, el 28 de abril, fue encontrado el cuerpo de Delfina Hecker, cuya identidad fue confirmada el 12 de mayo.

### Reconstrucción de Bahía Blanca
Varios especialistas en urbanismo y cambio climático explicaron que los fenómenos meteorológicos extremos se están volviendo más frecuentes debido al calentamiento global, lo que subraya la importancia de estrategias de mitigación y adaptación.
El gobierno nacional anunció la creación de un fondo especial de 200 mil millones de pesos para la ayuda directa, sin intermediarios de los damnificados para la construcción y reconstrucción de las viviendas destruidas por la inundación.
El gobierno provincial anunció planes para revisar y reforzar el sistema de desagües, así como medidas de reubicación para familias que viven en zonas de alto riesgo. En tanto, organismos internacionales ofrecieron apoyo para la recuperación de la ciudad y el desarrollo de infraestructura resiliente.
Para mejorar la circulación y conectividad que se perdió por la destrucción de varios puentes, la Compañía de Ingenieros Mecanizada 10, del Ejército Argentino, construyó dos puentes Bailey sobre el canal Maldonado.

## Reacciones

### Nacionales
- El gobierno nacional y provincial declararon el estado de emergencia y movilizaron a las fuerzas de seguridad y organismos de asistencia para socorrer a los damnificados.[54] Se instalaron centros de evacuación y se distribuyeron alimentos, agua potable y elementos de primera necesidad.[55] Asimismo, se iniciaron campañas solidarias organizadas por instituciones y ciudadanos de todo el país.[56]
- Diferentes organismos, como la Armada Argentina, el Ejército Argentino, la Cruz Roja y organizaciones no gubernamentales, participaron en las tareas de rescate y asistencia.[57] Por su parte, la comunidad local se organizó para ayudar a los afectados y contribuir en la reconstrucción de viviendas y espacios públicos dañados.[56]
- Lionel Messi, reconocido futbolista nacional, mandó sus condolencias a los afectados por medio de su cuenta de Instagram.[58]
- El Club Atlético River Plate disputó un amistoso con fines benéficos ante el Club Olimpo, originario de Bahía Blanca. Así mismo otros clubes deportivos de fútbol como Boca Juniors, Racing o Huracán enviaron donaciones a la ciudad.[59]
- El Club Atlético Independiente disputó dos amistosos benéficos con Club Atlético Colegiales en dos tandas de 45 minutos. El primer partido terminó 1 a 0 a favor de Colegiales y el segundo, 3 a 1 a favor de Independiente. Sin embargo, el último partido debió ser suspendido por una invasión de niños, quienes buscaban sacarse fotos con el jugador de Independiente Kevin Lomónaco.[60]
- La Selección de fútbol de Argentina también disputó un amistoso benéfico contra su versión Sub-20, el partido terminó 2 a 0 a favor de la selección mayor con goles de Ángel Correa y Nico Paz.[61]

### Internacionales
- Ciudad del Vaticano: La Oficina de Prensa de la Santa Sede comunicó que el Papa Francisco ha sido informado de la calamidad natural que ha afectado a la ciudad de Bahía Blanca y ha expresado «su cercanía a las personas afectadas». En el mensaje, que inicia con el Salmo 62 que insta a confiar «en Dios constantemente» los prelados expresan su deseo de que «Dios les conceda el consuelo, y nos sostenga a todos en el ánimo para salir juntos de esta situación».[62]
- Estados Unidos: La empresa estadounidense Starlink cuyo fundador es Elon Musk, anunció un mes gratis de servicio para todos los usuarios de Bahía Blanca.[63] La Oficina del Presidente de la República Argentina, mediante su cuenta de X agradeció a Elon Musk.[64]
- Israel: El primer ministro de Israel, Benjamín Netanyahu, en su cuenta de X se refirió al presidente argentino, Javier Milei como «querido amigo» y dijo: «En nombre de todos los israelíes, le envío mis más sinceras condolencias a usted y a las familias de aquellos que perecieron trágicamente en Bahía Blanca (...)» y terminó con: «El pueblo de Israel está con Argentina en este momento difícil».[65]
- Italia: La presidente del Consejo de Ministros de Italia, Giorgia Meloni, expresó en su cuenta de X su «más sentido pésame por las víctimas de las inundaciones que afectaron algunas ciudades de Argentina. El Gobierno italiano renueva su apoyo a las autoridades argentinas comprometidas en las labores de socorro y asistencia a la población afectada».[66]
- Taiwán: Autoridades de Taiwán se solidarizaron con Argentina para entregar ayuda humanitaria de emergencia, con 100.000 dólares. El aporte  quedó oficializado en un acto en la sede de la Oficina Comercial y Cultural de Taipéi en Buenos Aires. La representante de la isla, Florencia Miao-hung Hsie, encabezó la ceremonia junto a legisladores nacionales y provinciales.[67]
- Ucrania: En un llamada telefónica entre el presidente de Argentina, Javier Milei y el presidente de Ucrania, Volodímir Zelenski dialogaron sobre el proceso de paz para la guerra de Ucrania y la relación bilateral. En otro orden de temas, el mandatario argentino agradeció la solidaridad expresada por Zelenski por lo sucedido en Bahía Blanca.[68]
- Unión Europea: La Unión Europea envió 250 mil euros a Bahía Blanca para ayudar a las zonas más afectadas por el temporal La donación se realizará mediante la Cruz Roja Argentina y tiene como objetivo cubrir las necesidades de los damnificados, así como también llevar a cabo campañas de salud pública tras las inundaciones.[69]